# Балтабай
Балтаба́й (каз. Балтабай) — село у складі Єнбекшиказахського району Алматинської області Казахстану. Адміністративний центр Балтабайського сільського округу.
Населення — 3659 осіб (2021; 3049 у 2009, 2613 у 1999, 2802 у 1989).